# Piruro
Piruro est un site archéologique péruvien situé à plus de 3 800 m d'altitude dans le département de Huánuco, province de Huamalíes, district de Tantamayo,, sur la rive orientale de la rivière Tantamayo un affluent de la rivière Marañón.
Piruro fait partie du Complexe Archéologique de Tantamayo, déclaré patrimoine culturel national par la résolution n° 533 / INC du 18 juin 2002.

## Histoire

### Toponyme
Le nom Piruro vient d'un mot Quechua qui signifie "fusaïole" (espagnol : Tortera), un objet utilisé pour le filage de la laine brute,.

### Occupation
Ces sites ont eu une longue occupation, les premiers vestiges datant de 3 000 à 2 500 ans avant J.-C. et s'étend jusqu'à l'empire inca au XVIe siècle. En ce qui concerne les ruines de la forteresse, les datations au carbone donnent une date entre 2100 et 1930 av. J.-C. ce qui signifie qu'elle a été construite à l'époque pré-céramique.

### Découverte
Les premières recherches archéologiques sur le site de cette forteresse ont été menées lors des explorations de l'ethnologue et archéologue français Bertrand Flornoy (1910-1980) des années 1957 à 1975 et les fouilles sont attribuées à l'explorateur français Louis Girault (1919-1975) entre les années 1968 et 1970.
Girault a trouvé des vestiges architecturaux de pierres taillées, similaires à ceux trouvés à Kotosh et des murs d'enceinte identiques à ceux de Chavín.

## Description
Piruro fait partie d'un ensemble de plusieurs complexes de bâtiments pré-incas, situés dans les montagnes du nord-est de la ville de Tantamayo. Cet ensemble comprend 81 vestiges pré-inca de bâtiments construits par un peuple de la province de Yarowilca, qui avait des racines Aymara. Cette culture a occupé les régions de Cajamarca, Chachapoyas, Ayacucho, Huánuco, Lima, Pasco et une partie d'Áncash. Ils se sont distingués par l'architecture imposante de leurs bâtiments.
Les quatre sites archéologique principaux sont à peu près équidistants et alignés sur 15 km avec, du nord-ouest au sud-est :
- Les vestiges de la citadelle de Japallán (es), à  4 100 m sur un piton rocheux,
- les « greniers » de Selmín Granero (es), un alignement en courbe de 20 structures quadrangulaires à flanc de montagne à 3 900 m,
- les « gratte-ciels » de la forteresse de Piruro,
- et les ruines du « château » de Susupillo (es) à 4 400 m considéré comme étant le plus haut bâtiment préhispanique d'Amérique. Il se compose de 5 étages, 16 chambres, 3 pavillons et un bel autel.

Toutes ces constructions sont protégées par des murs d'enceinte à vocation défensive.
Le complexe de Piruro se compose de deux parties nommées Piruro I et Piruro II.
Piruro I, est formé d'une rangée de bâtiments entourés d'une enceinte d'une hauteur de 2 mètres. En raison de son emplacement et de la manière dont ses bâtiments ont été conçus, on pense qu'ils ont servi de système de défense contre des ennemis venus de la jungle amazonienne. L'ascension vers ces constructions se fait au moyen d'un escalier à parois circulaires.
La forteresse de Piruro II est composée de murs construits avec des pierres taillées de forme carrée et de taille uniforme. Le bâtiment est composé de 5 étages, dont la façade est percée de portes et de fenêtres rectangulaires. À l'avant du bâtiment, il y a une grande place avec en son centre les restes d'une structure de pierre et d'adobe. Le bâtiment est clôturé par des murs en pierre de 1,5 m de haut où deux portes rectangulaires sont percées.
Il y a aussi une tour en pierre de 4 m de haut avec des pierres en saillie qui servaient d'échelle.

Ruines de Piruro au-dessus du village de Tantamayo.
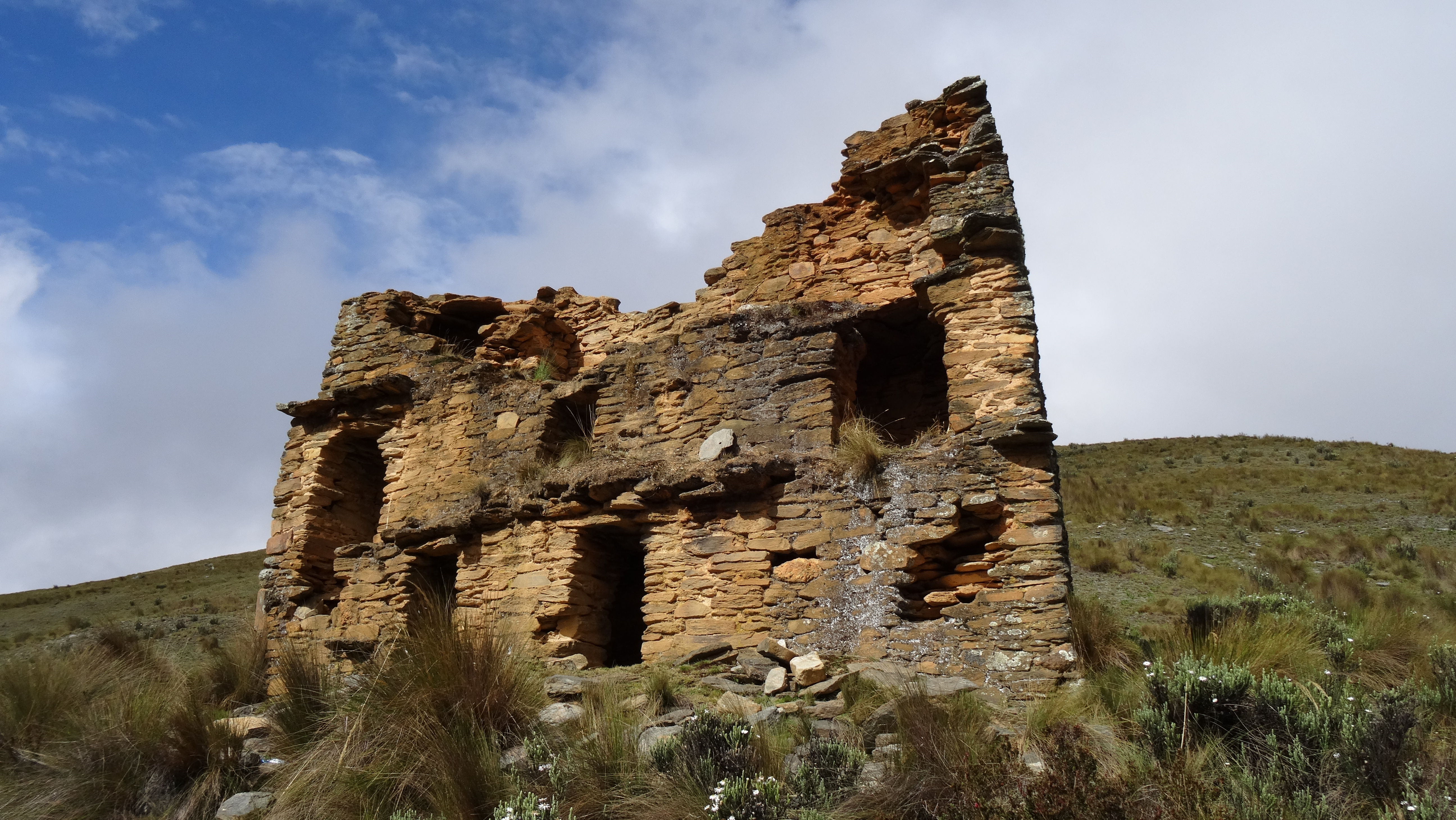
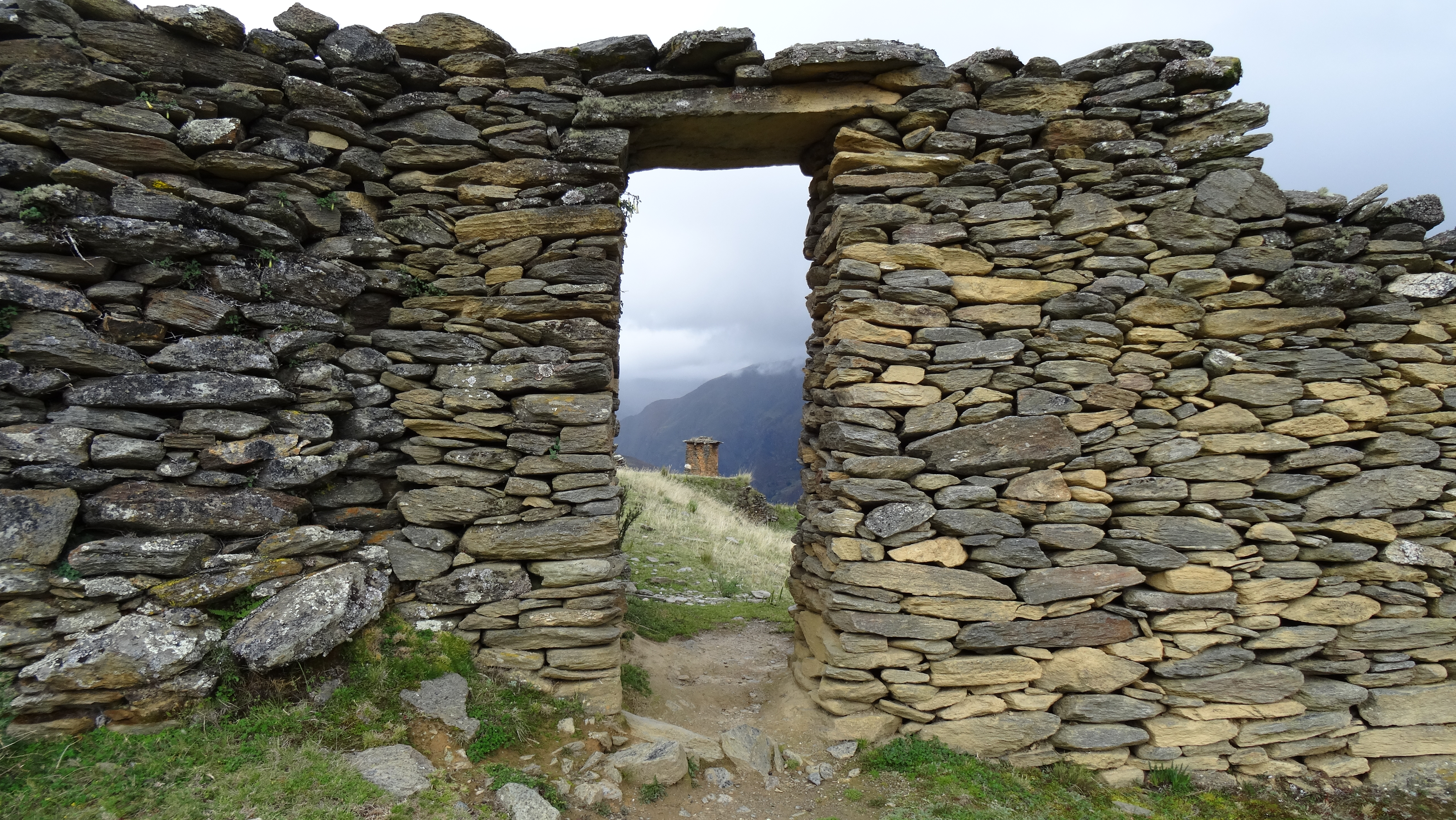
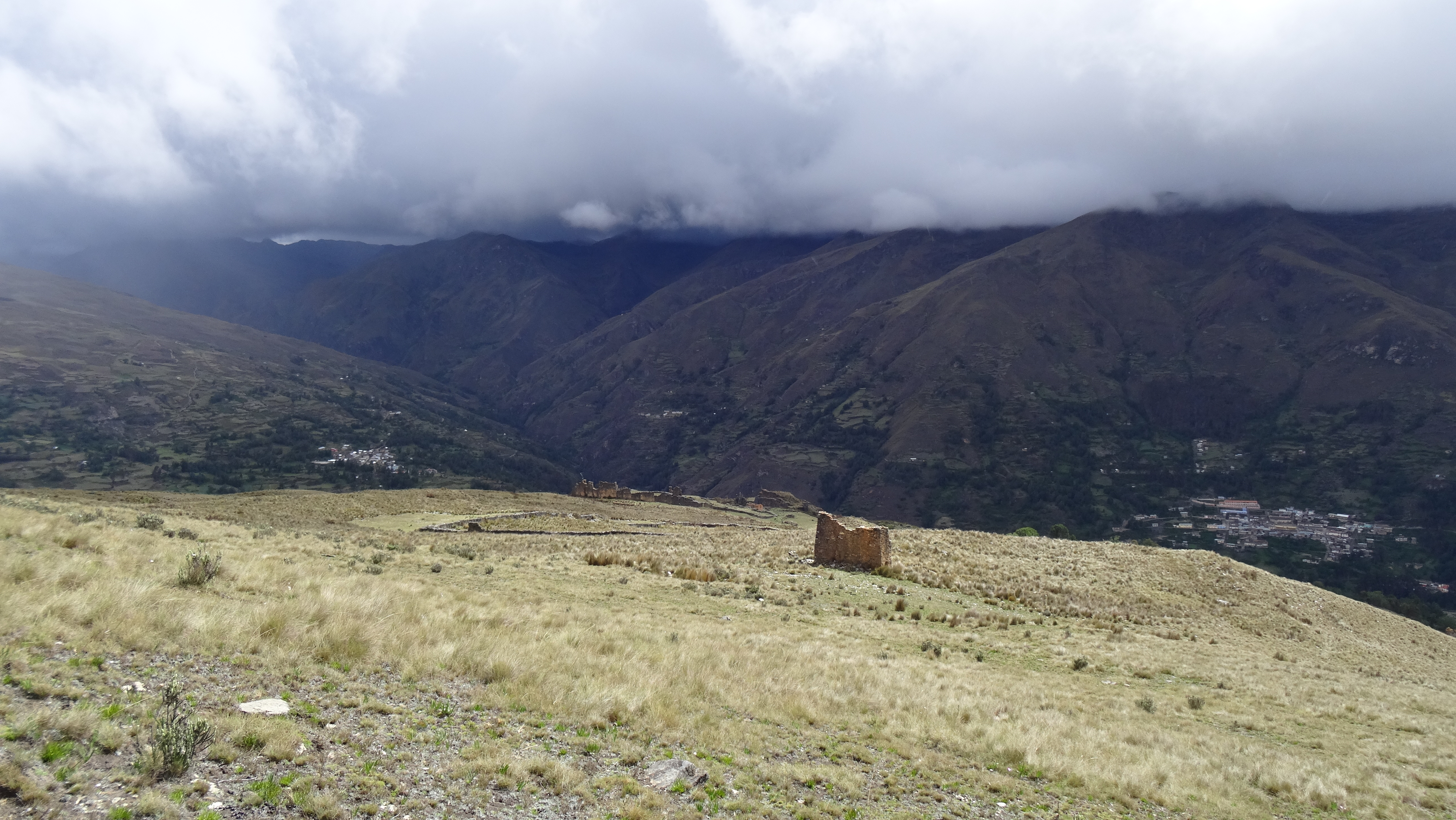